# Uliastay
Uliastai (en mongol: Улиастай, en fuentes más antiguas Uliassutai) es una ciudad situada en Mongolia. Se localiza en la parte occidental del país, a 1115 kilómetros de la capital Ulán Bator. Uliastay es la capital del aymag Zavhan. Era la décima ciudad del país por población, con 24.276 habitantes en 2000, pero según el censo de 2006 esta ciudad tiene 16.240 habitantes, lo que la convierte en la decimosexta.
Uliastay tiene el estatus de sum (distrito) que forma un enclave dentro del sum de Aldarkhaan.
Hasta el siglo XX Uliastay era un importante centro de comercio de caravanas. Estaba conectada mediante caravanas de camellos con Urga (actual Ulán Bator) al este, Khovd al oeste, Barkol y otros lugares de Xinjiang al suroeste y Hohhot al sureste.

## Comunicaciones
El viejo Aeropuerto de Uliastay tiene dos pistas sin pavimentar y está cerca de la ciudad. En 2002 se acabó la construcción del Aeropuerto Donoi (o «Nuevo Aeropuerto de Uliastay») con una pista no pavimentada. Se halla a unos 25 km al oeste de la ciudad y realiza vuelos regulares desde y hacia Ulán Bator.
- Datos: Q943374
- Multimedia: Uliastai / Q943374